# ویلا بازیلیکا
ویلا بازیلیکا (به ایتالیایی: Villa Basilica) یک کومونه در ایتالیا است که در استان لوکا واقع شده‌است. ویلا بازیلیکا ۳۶٫۵ کیلومتر مربع مساحت و ۱٬۷۳۶ نفر جمعیت دارد و ۳۳۰ متر بالاتر از سطح دریا واقع شده‌است.